# Trasaghis
Trasaghis (friülà Trasaghis ) és un municipi italià, dins de la província d'Udine. L'any 2007 tenia 2.427 habitants. Limita amb els municipis de Bordano, Cavazzo Carnico, Forgaria nel Friuli, Gemona del Friuli, Osoppo i Vito d'Asio (PN)

## Administració
| Període | Identitat     | Partit        |
| ------- | ------------- | ------------- |
| 2004-   | Ivo Del Negro | Llista cívica |